# 周深
周深（1992年9月29日—），湖南省邵陽人，中國大陸男歌手、音樂製作人。畢業於烏克蘭利沃夫國立音樂學院，2014年參加《中國好聲音第三季》正式出道，代表歌曲包括《大魚》、《燈火裡的中國》、《小美满》等，以其清亮嗓音、多變聲線及融合美聲與流行的唱法而聞名。

## 早年生活
周深出生於湖南邵陽的山村，由於父母常年在外地工作，周深自幼便與姊姊一同生活，直到小學二年級時才隨父母定居貴陽。他在小學時期曾加入合唱團，但由於聲線在變聲期時沒有發生變化，保持了童聲的高亢嗓音，以致於他在初中三年間都不敢在同學面前說話。直到升上高中後，周深在校園歌唱大賽中獲得冠軍，又有學長邀請其演唱原創歌曲，才使他重新找回唱歌的自信。
2010年，周深開始在網路語音平台YY化名「卡布叻」以不露臉的形式唱歌。他曾以九種語言翻唱的《Let It Go》，並獲得上百萬次的播放量。
周深在高中畢業後遠赴烏克蘭求學，原先修讀牙醫，其後轉學至烏克蘭利沃夫國立音樂學院就讀聲樂專業，於2016年5月畢業。

## 演藝經歷

### 出道初期（2014—2018）
2014年7月，尚在烏克蘭就讀大學的周深參加《中國好聲音第三季》，盲選齊豫的《歡顏》獲三位導師轉身，並加入了那英組。他在第二場與同組學員李維合唱《貝加爾湖畔》的對決中遭到淘汰，但也通過此節目正式出道。周深其後參與了於北京工人體育場、香港紅磡體育館、台北小巨蛋等舉行的多場好聲音巡迴演唱會。並於同年12月獲得愛奇藝尖叫之夜年度音樂新人獎。周深在2015年及2016年春節期間兩度參加了「文化中國·四海同春」藝術團的慰僑活動，前往澳洲、美國、加拿大等地共十一座城市巡迴演出。
2015年7月，周深與李維搭檔推出翻唱專輯《回味》，更憑此一同獲得中國新歌榜新勢力組合獎。同年8月8日，周深發行由高曉松作曲、尹約作詞的第一首個人錄音室單曲《玫瑰與小鹿》，並借此曲贏得第23屆東方風雲榜最佳新人和2016年亞洲新歌榜年度十大金曲。2016年5月，由周深演唱的《大魚海棠》印象曲《大魚》發佈，此曲日後成為周深的個人代表作。
在出道三年後，周深於2017年11月發行了首張個人專輯《深的深》，由高曉松個人出資並親自擔任監製，尹約擔任製作人，其中收錄了此前已發佈的《大魚》。專輯為周深贏得三個獎項，其中包括第25屆東方風雲榜年度飛躍歌手獎和全球華人歌曲排行榜2018華人歌曲音樂盛典年度最佳新人。2018年5月，周深在上海、武漢、成都、北京、深圳、杭州共六個城市舉行「深空間」個人巡回演唱會。

### 上升期（2019—）
2019年10月，周深以「新聲歌手」身份參加《我們的歌第一季》，在節目中與李克勤組成「勤深深」組合並最終奪得冠軍。同一時間，周深的第二次巡迴演唱會「C-929星球」於同年11月至翌年1月在北京、南京、上海等七座城市舉行，原定增加武漢、貴陽等五個場次，但因2019冠狀病毒病疫情爆發而取消。2020年2月，周深作為首發歌手參加《歌手·當打之年》節目，獲得兩次週冠軍，且在十場常規賽中獲得九次前三。周深在節目中翻唱的二次元歌曲《達拉崩吧》使用了小女孩、少年、国王等多種音色，在當期節目奪冠，播出後被樂評人贊譽為「打破次元壁」的傳播。2020年7月，周深與原經紀公司夢響強音不續約，並正式成立個人工作室；他更在8月登上福布斯中國名人榜第42位。
2020年7月25日出道六週年之際，周深舉行了《周深“晚安 明天見”TME live 超現場》個人線上演唱會，總計超過一千五百萬觀眾同時觀看；他在2022年8月6日亦再次以線上演唱會形式舉辦《周深·想到你“深”边》抖音夏日歌會。2023年8月19日，周深在疫情後在北京凯迪拉克中心舉行「深深感谢你」出道九週年感謝專場演唱會，演唱會開票即售罄。另外，周深每年都會在9月29日生日當天晚上舉行生日直播，2023年的生日直播共有高達4882萬名觀眾觀看。
周深在2021年首次登上央視春晚舞台，與女高音歌唱家張也合唱歌曲《燈火裡的中國》，融合流行、民族及美聲唱法，獲選為中央广播电视总台第九批“中國夢”主題新創作歌曲。周深其後在2023年及2024年再度獲邀參與央視春晚，並分別獨唱個人單曲《花開忘憂》及推廣八段錦的歌曲《健康到到令》。他在2021年至2024年間連續四年參加央視中秋晚會及四台跨年晚會，其中包括與虛擬技術呈現的鄧麗君合唱《小城故事》、《漫步人生路》和《大魚》等。
2021年11月，周深受邀參與時尚芭莎慈善夜並演唱《光亮》。周深也曾在2021年及2022年分別獲選时尚先生年度先生及人物年度面孔。2023年7月25日，周深的蠟像在出道九週年當日入駐北京杜莎夫人蠟像館。周深其後在2024年5月再登上《人物》及一線時尚雜誌《时尚COSMO》五月刊的封面。
2021年至今，周深曾擔任联合国《生物多样性公约》缔约方大会第十五次会议（COP15）公益宣传大使、腾讯天籟行動公益大使、贵阳文化旅游推广大使、中国国家公园宣传大使等公益工作，並曾演唱《我在這 挺好的》、《田埂五月風》、《和光同春》等多首公益歌曲，以及為央視公益尋人欄目《等著我》演唱同名主題曲。
2022年，周深加入國民綜藝《奔跑吧》擔任常駐嘉賓至今，共參與了四季及三個特別篇節目。除此之外，他也陸續參與了《天赐的声音第三季》、《时光音乐会第二季》、《开始推理吧》、《声生不息·家年华》、《音乐缘计划》等多個綜藝節目，並於選秀節目《创造营2021》及《舞台2023》擔任導師角色。
2024年4月，周深獲邀前往聯合國總部參與第十五屆聯合國中文日慶祝交流活動，發表《以音樂為名》的演講，並演唱了《大魚》、《和平頌》、《等著我》三首歌曲。
2024年，周深宣佈舉行第三次個人巡迴演唱會「9.29Hz」，分別在上海、深圳、貴陽、北京等十三個城市舉辦二十場演出。同年5月，周深發佈第二張個人專輯《反深代词》的先行曲《蜃楼》，專輯餘下曲目則與「9.29Hz」演唱會同步發行。專輯包括《虛構》等多首由周深親自參與詞曲創作的作品；專輯總銷售額超過五千萬元人民幣，並售出超過150萬張，為2024年中國內地專輯銷量冠軍；同時也在iTunes新歌榜位居七個國家或地區的第一位及全球榜單第三十五名。
2025年，周深「9.29Hz」演唱會升級為世界巡迴演唱會，在年初前往歐美多國舉辦十場海外演出，最終於4月在吉隆坡收官結束。同年，周深隨即開展以「深深的」為主題的第四次個人巡迴演唱會，並在國內多個城市舉行場次；同時亦推出他的首張迷你專輯《小深情》，並延續此前《反深代词》所採用與演唱會同步發行的模式。

## 風格
周深的歌曲以華語流行音樂為主，但也曾演唱古風、搖滾、電子等多種不同風格的歌曲。他會在歌曲演繹中運用氣聲、混聲、真假音轉換等多種技巧，且在轉換聲區時沒有明顯的換聲點，使演唱顯得自然流暢，被評價為形成了一種「獨特的周深式的演唱方式」。周深曾演唱粵語、日語、俄語、法語、西班牙語等不同語言的歌曲，也會在歌曲中加入多種不同音色的演繹。
由於周深的嗓音清亮溫柔，其聲音偏向童聲的音色，故經常被形容為「男身女嗓」。中央人民廣播電台曾評價周深的嗓音「清純乾凈」。

## 音樂与媒体作品
周深出道至今共發行兩張錄音室專輯《深的深》和《反深代詞》、一張迷你專輯《小深情》，以及超過兩百多首錄音室單曲，其中包括代表作《大魚》、《燈火裡的中國》和《小美满》等。

## 荣誉与奖项
周深出道至今曾多次獲得騰訊音樂娛樂盛典、微博音樂盛典、東方風雲榜等多個頒獎典禮的最佳男歌手、最受歡迎內地男歌手、最佳內地男歌手等獎項。另外，周深演唱的歌曲《燈火裡的中國》、《我的答案》、《如許》、《綻放的笑容》和《同心圓》等亦獲得由中共中央宣傳部頒發的「五個一工程」獎項，歌曲《大魚》、《花開忘憂》、《鈴芽之旅》、《時間之海》、《人是_》、《小美滿》等則曾分別獲選為年度金曲。